# Ishania absoluta
Ishania absoluta là một loài nhện trong họ Zodariidae.
Loài này thuộc chi Ishania. Ishania absoluta được Willis J. Gertsch & Michael Davis miêu tả năm 1940.